# 54-й отдельный батальон связи
54-й отдельный батальон связи — отдельное формирование (воинская часть) войск связи РККА в вооружённых силах СССР, во время Великой Отечественной войны.

## История
Являлся корпусным батальоном связи 10-го стрелкового корпуса.
В составе действующей армии с 22 июня 1941 по 4 сентября 1941 и с 18 сентября 1941 по 28 октября 1941 года.
На 22 июня 1941 года дислоцировался в Куляй, затем с начала войны вместе с корпусным управлением отходит на север, через Ригу в Эстонскую ССР. В конце августа 1941 года эвакуирован из Таллина и в середине сентября 1941 года был включён в состав 6-й бригады морской пехоты, формирующейся в Ленинграде и Кронштадте. 17 сентября направлен на передовую в районе станции Фарфоровая и левее её, где оборудует вторую полосу оборонительных позиций. В ночь на 30 сентября 1941 года снят с позиций и направлен в район Автово, откуда бригада должна была наступать по Петергофскому шоссе на Урицк, прибыл на исходные позиции 1 октября 1941 года. Ведёт бои в районе Урицка до 16 октября 1941 года, после чего отведён вместе с бригадой в посёлок Рыбацкое.
28 октября 1941 года переформирован в отдельную роту связи 6-й бригады морской пехоты.

## В составе
| Дата                 | Фронт (округ)         | Армия      | Корпус (группа)        | Примечания |
| -------------------- | --------------------- | ---------- | ---------------------- | ---------- |
| 22 июня 1941 года    | Северо-Западный фронт | 8-я армия  | 10-й стрелковый корпус | —          |
| 01 июля 1941 года    | Северо-Западный фронт | 8-я армия  | 10-й стрелковый корпус | —          |
| 10 июля 1941 года    | Северо-Западный фронт | 8-я армия  | 10-й стрелковый корпус | —          |
| 1 августа 1941 года  | Северо-Западный фронт | 8-я армия  | 10-й стрелковый корпус | —          |
| 1 сентября 1941 года | —                     | —          | —                      | нет данных |
| 1 октября 1941 года  | Ленинградский фронт   | 42-я армия | —                      | —          |